# Whistler (Canada)
 For alternative betydninger, se Whistler. (Se også artikler, som begynder med Whistler)
Whistler er en by i Britisk Columbia, Canada. Byen har 11.854 (2016) indbyggere. To millioner mennesker besøger byen hver år, de fleste i forbindelse med en skiferie til byens skiresort, Whistler Blackcomb.
Byen var sammen med Vancouver vært for Vinter-OL 2010, hvilket var anden gang Vinter-OL blev afholdt i Canada (første gang var ved Vinter-OL 1988 i Calgary, Alberta).

## Transport
Whistler ligger på British Columbia Highway 99, også kendt som Sea-to-Sky Highway, og som går fra grænseovergangen til USA i syd til Cariboo Highway, en længde på 409 km. Byen ligger omtrent 58 km nord for Squamish, og 125 km nord for Vancouver. Fortsætter man af Highway 99 ligger Pemberton 25 km mod nord og Lilooet 130 km mod nordøst. Desuden kan man, fra Lilooet, komme til Kamloops og Kelowna.
Der er en jernbaneforbindelse mellem Whistler og Vancouver, men den bruges primært til godstransport. Der kører dog også et passagertog ved navn Whistler Mountaineer. Togstationen ligger lidt syd for Whistler Village, mellem Nita Lake og Alpha Lake.
Regionalbusser bliver varetaget af Whistler and Valley Express, som også har en busrute til Pemberton.

### Vancouver International Airport
Vancouver International Airport (IATA: CYVR, ICAO: YVR) er den mest brugte lufthavn af beboere fra Whistler samt turister hertil. Den ligger 140 kilometers kørsel mod syd af Highway 99, omtrent to timers kørsel fra Whistler. Fra Vancouver International Airport (forkortet VIA) er der forbindelser til det meste af verden.

### Pemberton Regional Airport
Pemberton Regional Airport (IATA: CYPS, ICAO: YPS) er en regulær lufthavn ved byen Pemberton, som ligger 38 minutters kørsel fra Whistler af Highway 99. Der er ikke nogle faste flyvninger, men tre charterselskaber flyver til lufthavnen. Den bruges bl.a. også til faldskærmsudspring.

### Whistler Heliport
Whistler Heliport (Transport Canada Location Identifier: CBE9) er en offentlig helikopterlandingsplads, som drives af Whistler Heliport Society. I øjeblikket er der ikke faste flyvninger, men charterselskaber flyver til Vancouver International Airport, Vancouver/Harbour Heliport og Victoria Harbour (Camel Point) Heliport.

### Whistler/Green Lake Water Aerodrome
Whistler/Green Lake Water Aerodrome (ICAO: YWS, Transport Canada Location Identifier: CAE5) er en offentlig vandflyvningslufthavn, ejet og drevet af Harbour Air Group og Whistler Air. Nogle dele af året er der faste flyvninger med Harbour Air Seaplanes og West Coast Air til Victoria Inner Harbour Airport og Vancouver Harbour Water Airport. Lufthavnen ligger i den sydlige ende af Green Lake.

## Geografi

### Klima
Whistler oplever som regel kolde, våde vintre og tørre, varme somre. På et gennemsnitligt år oplever Whistler 11 dage med temperaturer over 30 grader, og 24 dage med temperaturer under -10 grader.
| Vejr for Whistler                   | Vejr for Whistler | Vejr for Whistler | Vejr for Whistler | Vejr for Whistler | Vejr for Whistler | Vejr for Whistler | Vejr for Whistler | Vejr for Whistler | Vejr for Whistler | Vejr for Whistler | Vejr for Whistler | Vejr for Whistler | Vejr for Whistler |
|                                     | Jan               | Feb               | Mar               | Apr               | Maj               | Jun               | Jul               | Aug               | Sep               | Okt               | Nov               | Dec               | År                |
| ----------------------------------- | ----------------- | ----------------- | ----------------- | ----------------- | ----------------- | ----------------- | ----------------- | ----------------- | ----------------- | ----------------- | ----------------- | ----------------- | ----------------- |
| Gennemsnitlig maks °C               | 0,6               | 3,2               | 7,2               | 11,8              | 16,4              | 19,9              | 23,6              | 24                | 19,8              | 11,2              | 3,5               | −0,2              | 11,7              |
| Gennemsnitlig °C                    | −2,1              | −0,5              | 2,4               | 6,1               | 10,1              | 13,6              | 16,4              | 16,5              | 12,6              | 6,7               | 0,9               | −2,8              | 6,7               |
| Gennemsnitlig min °C                | −4,9              | −4,2              | −2,3              | 0,3               | 3,8               | 7,2               | 9,2               | 8,9               | 5,6               | 2                 | −1,8              | −5,4              | 1,5               |
| Gennemsnitlig nedbør mm             | 176               | 104,6             | 97,6              | 75,9              | 66,7              | 58,9              | 44,7              | 47,5              | 54,9              | 154,6             | 192,1             | 154,1             | 1.227,7           |
| Kilde (21. oktober 2014): Canada.ca |                   |                   |                   |                   |                   |                   |                   |                   |                   |                   |                   |                   |                   |